# Liste der Bodendenkmale in Gröditz
In der Liste der Bodendenkmale in Gröditz sind die Bodendenkmale der Gemeinde Gröditz und ihrer Ortsteile nach dem Stand der Auflistung von Harald Quietzsch und Heinz Jacob aus dem Jahr 1982 aufgelistet. Eventuelle Änderungen und Ergänzungen, insbesondere aus der Zeit nach der Wende, sind nicht berücksichtigt, da für Sachsen aktuell keine neueren allgemein zugänglichen Bodendenkmallisten vorliegen. Die Baudenkmale sind in der Liste der Kulturdenkmale in Gröditz aufgeführt.
| Denkmal-ID | Fundart             | Ortsteil  | Bezeichnung               | Zeitstellung | Lage | Bemerkungen                  | Bild |
| ---------- | ------------------- | --------- | ------------------------- | ------------ | --- | ---------------------------- | ---- |
| ?          | Grabmal > Grabhügel | Spansberg | Gruppe von 3 Hügelgräbern | Bronzezeit   | südwestlich des Orts, östlich der Straße von Nieska nach Lichtensee, südlich des Verbindungswegs nach Spansberg, im Wald | Schutz seit 3. Dezember 1960 |      |